# Frederico Chaves Guedes
Frederico Chaves Guedes (Teófilo Otoni, 3 de outubro de 1983), mais conhecido como Fred, é um ex-futebolista brasileiro que atuava como centroavante.
Com 417 gols marcados em jogos oficiais, é um dos maiores artilheiros da história do futebol brasileiro. É o maior artilheiro da história do Campeonato Brasileiro no sistema de pontos corridos (isto é, desde 2003) e o segundo maior artilheiro de todos os tempos da competição (desde 1971), com 158 gols; foi três vezes o artilheiro máximo da competição (2012, 2014 e 2016), um recorde (compartilhado com Romário, Túlio e Dadá; e isolado, se considerada apenas a era dos pontos corridos). É o maior artilheiro da história da Copa do Brasil, com 37 gols, e o recordista de gols marcados em uma única edição (14 gols, em 2005). É o terceiro brasileiro com mais gols na história da Copa Libertadores da América (25 gols, ao lado de Palhinha). Foi três vezes artilheiro do Campeonato Mineiro (2005, 2017 e 2019), duas vezes artilheiro do Campeonato Carioca (2011 e 2015) e uma vez artilheiro da Copa das Confederações FIFA (2013, junto do espanhol Fernando Torres).
Foi revelado para o futebol pelo América Mineiro, em 2003. Naquele ano, ganhou notoriedade mundial por fazer o gol mais rápido da história do futebol até então, ao marcar aos 3.14 segundos de jogo pela Copa São Paulo de Futebol Júnior. Desde então, passou por Cruzeiro, Lyon-FRA, Fluminense, Atlético Mineiro e foi convocado para a Seleção Brasileira. Com a Amarelinha, disputou 39 jogos e marcou 18 gols. Participou de duas Copas do Mundo FIFA (2006, como reserva, e 2014, como titular) e foi campeão da Copa América de 2007 e da Copa das Confederações de 2013, competição da qual foi artilheiro e decisivo na final contra a Espanha, quando marcou dois gols no Estádio do Maracanã.
É considerado um dos maiores ídolos da história do Fluminense, clube que defendeu durante duas passagens: a primeira entre 2009 e 2016 e a segunda entre 2020 e 2022. Pelo clube carioca, conquistou dois Campeonatos Brasileiros (2010 e 2012), dois Campeonatos Cariocas (2012 e 2022), a Primeira Liga (2016), a Taça Rio (2020) e duas Taças Guanabara (2012 e 2022). Com 199 gols, é o maior artilheiro da história do Flu em jogos oficiais e o segundo maior artilheiro de todos os tempos da história do clube. Aposentou-se do futebol pelo Fluminense, em 2022, após anunciar um problema na visão. Em 2023, passou a atuar como diretor de planejamento esportivo do clube, permanecendo no cargo até agosto de 2024.

## Carreira

### América Mineiro
Foi formado nas categorias de base do América Mineiro, clube pelo qual ganhou destaque internacional antes mesmo de se tornar profissional. Em 12 de janeiro de 2003, em jogo válido pela Copa São Paulo de Futebol Júnior, marcou o gol mais rápido da história do futebol até então, acertando um chute do meio do campo aos 3,14 segundos de jogo — feito que lhe rendeu o ingresso no Guinness Book. Fred havia sido expulso no primeiro jogo daquele campeonato e era considerado dispensável pelo América, mas o histórico gol lhe garantiu a permanência no clube.
Após a Copa São Paulo de Futebol Júnior, foi promovido à equipe profissional do América e, rapidamente, tornou-se o principal destaque individual da equipe. Em 26 de janeiro de 2003, duas semanas após o gol do meio-campo, estreou pelo time profissional do Coelho e marcou seu primeiro gol como profissional — ele viria a marcar em todas as estreias de sua carreira. O América terminou o Campeonato Mineiro na terceira posição e Fred marcou 10 dos 23 gols da equipe, terminando a competição como vice-artilheiro. Na Segunda Divisão do Campeonato Brasileiro, o América teve um desempenho ruim e terminou na 22ª posição; Fred foi o artilheiro da equipe, com sete gols.
No Campeonato Mineiro de 2004, foi, mais uma vez, o destaque do América: o clube terminou o campeonato na segunda colocação e Fred, novamente, foi o vice artilheiro, com 12 gols marcados. O bom desempenho pelo Coelho atraiu o interesse do Cruzeiro (que, no ano anterior, havia conquistado a "tríplice coroa") e, em julho de 2004, Fred se transferiu para a Raposa, deixando o América após 57 jogos e 34 gols.

### Cruzeiro
Foi apresentado oficialmente pelo Cruzeiro no dia 20 de julho de 2004, assinando contrato por cinco anos. Sua estreia com a camisa Celeste ocorreu no dia 5 de agosto, na vitória por 2–0 sobre o Internacional, pela 21ª rodada do Campeonato Brasileiro; Fred entrou aos 14 minutos do segundo tempo e, aos 37 minutos, marcou o segundo gol daquela vitória. O Cruzeiro, que havia sido campeão brasileiro no ano anterior, teve um desempenho mediano no campeonato nacional, terminando na 13ª colocação; Fred, que chegara à equipe com o campeonato em andamento, foi o artilheiro cruzeirense, com 14 gols marcados. Naquele ano, ainda marcou dois gols pela Copa Sul-Americana, encerrando sua primeira temporada pelo Cruzeiro com 16 gols.
Seu desempenho na temporada de 2005 foi estelar: marcou 40 gols em 43 jogos. O Cruzeiro perdeu o Campeonato Mineiro para o Ipatinga, mas Fred foi o artilheiro do Estadual, com 14 gols marcados (6 a mais do que os segundos colocados). Marcou 15 gols na Copa do Brasil, sagrando-se artilheiro da competição e estabelecendo um recorde de gols marcados em uma única edição do torneio. O Cruzeiro foi eliminado nas semifinais pelo futuro campeão Paulista-SP; Fred marcou o único gol da Raposa no jogo de ida (perdido por 3–1) e marcou dois gols no jogo de volta (vencido por 3–2).
No Campeonato Brasileiro, marcou 10 gols durante o primeiro turno da competição, mas não terminou o campeonato com a camisa Celeste: o excelente desempenho com a camisa do Cruzeiro atraiu a atenção internacional e, no final de agosto de 2005, acertou sua transferência para o Lyon, da França. Mesmo sem disputar o segundo turno do Campeonato Brasileiro, encerrou a competição como o artilheiro cruzeirense.

### Lyon
O Lyon pagou 15 milhões de euros para contratar Fred por quatro anos, tornando-o a segunda maior transferência da história do clube francês até então. Foi apresentado em 30 de agosto de 2005 e, 11 dias depois, fez sua estreia com a camisa do Lyon, em clássico contra o Monaco. Precisou de apenas quatro minutos para marcar o seu primeiro gol pelo clube; também fez o segundo da vitória por 2–1. Em 12 de novembro, marcou seu primeiro gol pela pela Seleção Brasileira em amistoso internacional contra os Emirados Árabes: o Brasil venceu por 8–0 e Fred, que entrou no intervalo, marcou dois gols, chegando aos 100 gols na carreira.
O brasileiro teve impacto imediato na equipe francesa: marcou mais 16 gols e foi o artilheiro do Lyon na temporada, com 18 gols marcados. Fred fez 14 gols em 31 jogos pela Ligue 1, sendo seu terceiro principal artilheiro,[carece de fontes?] e o Lyon conquistou o título nacional pela quinta vez consecutiva, um feito inédito nas cinco principais divisões do futebol europeu.
Em 15 de maio de 2006, dois dias após o encerramento do Campeonato Francês — no qual, pela última rodada, marcou três gols na vitória por 8–1 sobre o Le Mans —, foi convocado pelo técnico Carlos Alberto Parreira para a Copa do Mundo de 2006. Já no dia 18 de junho, contra a Austrália, estreou no torneio, substituindo Adriano aos 42 minutos do segundo tempo; aos 43, marcou o segundo gol do Brasil e manteve seu retrospecto de sempre marcar em estreias.
Foi o principal artilheiro do Lyon na Ligue 1 de 2006–07, com 11 gols em 20 jogos, mas apenas o décimo artilheiro da competição. Durante a temporada, sofreu com lesões: em 22 de outubro de 2006, lesionou-se na goleada por 4–1 sobre o Olympique de Marseille e só voltou a jogar em janeiro de 2007, deixando de disputar uma sequência de 14 jogos. O Lyon, porém, não teve dificuldades conquistar o sexto Campeonato Francês consecutivo, encerrando a competição com 17 pontos de vantagem para o Marseille, segundo colocado. Apesar do título nacional, o time foi eliminado de forma precoce na Liga dos Campeões e ainda perdeu do título da Copa da Liga Francesa para o Bordeaux.
A temporada de 2007–08 foi a menos prolífica para Fred no Lyon. Lesionou-se com a Seleção Brasileira antes do início da temporada francesa e perdeu os 10 primeiros jogos da Ligue 1. Foram apenas oito gols em 30 jogos, e sua queda de rendimento fez com que perdesse espaço para o jovem Karim Benzema, que foi o artilheiro do Campeonato Francês com 20 gols em 36 jogos. Fred marcou menos gols naquela Ligue 1 que o meio-campista Juninho Pernambucano[carece de fontes?] e, apesar de o clube francês ter encaminhado seu sétimo título francês consecutivo, em dezembro de 2008 pediu para deixar o Lyon.

### Fluminense

#### 2009
De saída do Lyon, Fred chegou a negociar seu retorno ao Cruzeiro, mas decidiu se transferir para o Fluminense, que no ano anterior havia sido vice-campeão da Copa Libertadores da América. O centroavante assinou por cinco anos com o clube carioca e foi apresentado no dia 5 de março de 2009, com grande festa no Estádio da Laranjeiras. Estreou dez dias depois, em partida válida pelo Campeonato Carioca, e manteve seu retrospecto de sempre marcar em estreias, marcando dois gols na vitória por 3–1 sobre o Macaé.
No dia 20 de junho, marcou dois gols na derrota por 3–2 para o Avaí, válida pelo Campeonato Brasileiro, e chegou aos 150 gols na carreira. No mês seguinte, porém, sofreu grave lesão muscular que o afastou dos gramados por três meses. Nesse período, o Fluminense teve desempenho ruim no Campeonato Brasileiro. O treinador Carlos Alberto Parreira havia sido demitido e dois treinadores, Vinícius Eutrópio e Renato Gaúcho, foram contratados e demitidos após uma curta sequência de derrotas. O Fluminense ocupava a última colocação do campeonato e tinha 99% de chances matemáticas de ser rebaixado à Segunda Divisão. O técnico Cuca foi o escolhido para comandar a equipe na reta final da competição, quando muitos já davam o rebaixamento como certo.
Fred retornou à equipe titular do Fluminense no dia 10 de outubro, na 29ª rodada, e marcou um dos gols da vitória por 2–1 sobre o Santo André. O centroavante marcou oito gols nos últimos 10 jogos do campeonato; a partir da 32ª rodada, marcou em todos os jogos, com exceção do último. Nessa sequência de jogos, marcou dois gols em jogo "épico" contra o Cruzeiro, virando o placar para 3–2 após o Fluminense ir para o intervalo perdendo por 2–0 — não comemorou os gols, em respeito ao ex-clube; também marcou o único gol da vitória sobre o então líder Palmeiras. De forma heroica e improvável, o Fluminense conseguiu escapar do rebaixamento na última rodada, após empatar em 1–1 com o Coritiba. A superação da equipe carioca fez com que torcida e imprensa apelidassem a equipe de Time de Guerreiros, e Fred é considerado, junto com Darío Conca, um dos jogadores responsáveis pela arrancada final que permitiu ao clube a manutenção na Primeira Divisão.
Apesar do mau momento no Campeonato Brasileiro, o Fluminense conseguiu chegar à final da Copa Sul-Americana — também com participação decisiva do capitão Fred. Ele retornou à equipe a tempo das quartas de final, contra a Universidad de Chile, e marcou os dois gols do primeiro jogo e o único gol do segundo jogo, que garantiu a classificação. Nas semifinais, contra o Cerro Porteño, marcou o único gol do primeiro jogo, realizado no Paraguai. O Fluminense se classificou para a final contra a LDU-EQU, algoz da Taça Libertadores da América de 2008. No primeiro jogo, em Quito, o time equatoriano venceu por 5–1; no jogo de volta, no Maracanã, Fred marcou o segundo gol tricolor, ainda no primeiro tempo, mas foi expulso na etapa final após quase acertar uma cabeçada no juiz; o Fluminense venceu apenas por 3–0 e, pelo segundo ano consecutivo, perdeu um título continental para a LDU.

#### 2010

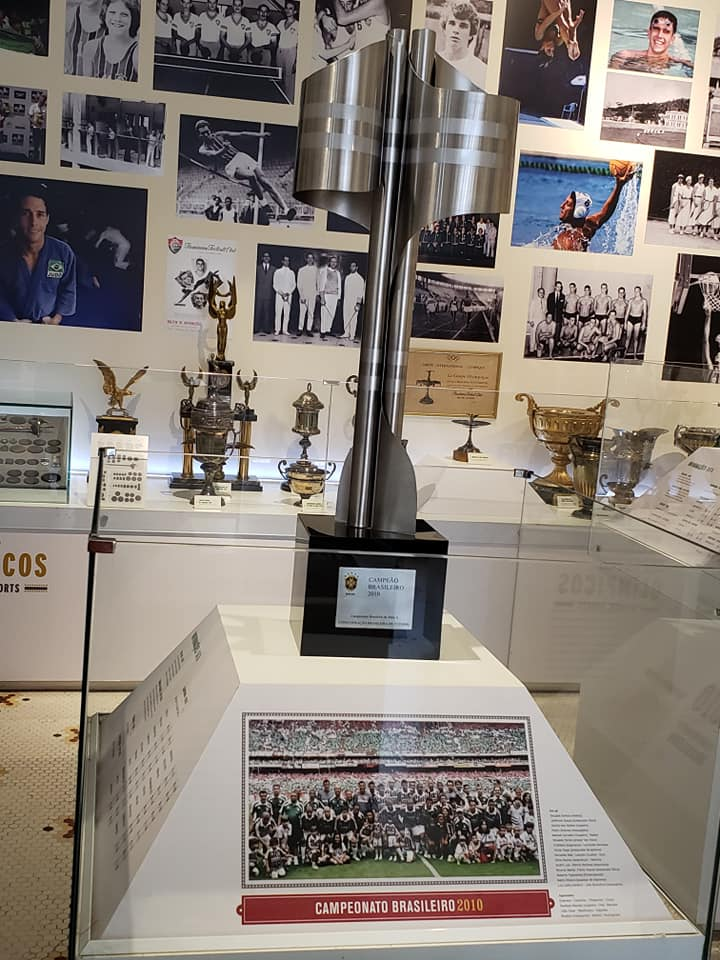
A taça do Campeonato Brasileiro de 2010, exposta na sala de troféus do Fluminense, no Estádio das Laranjeiras

Marcou sete gols em nove jogos pelo Campeonato Carioca de 2010, mas o Fluminense não conseguiu chegar às finais: perdeu a semifinal da Taça Guanabara para o Vasco, nos pênaltis, após empate em 0 a 0; e perdeu a semifinal da Taça Rio para o futuro campeão Botafogo por 3–2, jogo no qual Fred marcou dois gols. Logo após o término do campeonato estadual, o Fluminense demitiu o técnico Cuca e contratou Muricy Ramalho, que havia conquistado três Campeonatos Brasileiros consecutivos com o São Paulo.
Pela Copa do Brasil, foram seis gols em cinco jogos, mas o Fluminense foi eliminado nas quartas de final para o Grêmio; Fred não participou de nenhum dos dois jogos em virtude de uma apendicite. O atacante conviveu com lesões ao longo do ano; em julho, lesionou-se após empate em 1–1 com o Botafogo, pela 11ª rodada e ficou quatro meses afastado. Para suprir a ausência do capitão, poucos dias depois o Fluminense anunciou o retorno de Washington "Coração Valente", que estava no São Paulo; Washington formou, com Emerson Sheik, a dupla de ataque que manteve o Tricolor na briga pelo título nacional. Fred só voltou a campo em 14 de novembro, pela 35ª rodada; na rodada seguinte, marcou um dos gols da vitória por 4–1 sobre o São Paulo, que deixou o Fluminense próximo do título brasileiro.
No dia 5 de dezembro, esteve em campo na vitória por 1–0 sobre o Guarani, resultado que garantiu o título brasileiro ao Fluminense — troféu que o clube não conquistava desde 1984. Foram apenas cinco gols no Campeonato Brasileiro (mesmo número que o zagueiro Leandro Euzébio), que fizeram dele o quarto artilheiro da equipe na competição (atrás de Washington, com 10; Darío Conca, com nove; e Emerson, com oito).

#### 2011
Fred já iniciou a temporada com destaque em 2011, marcando um hat-trick contra o Duque de Caxias. Ao fim do Campeonato Carioca, se tornou artilheiro do torneio com 10 gols, mas viu o Fluminense perder o título para o seu grande arquirrival Flamengo. Novamente fez história na emocionante partida que garantiu a classificação do Fluminense às oitavas de final da Libertadores. Com apenas 8% de chances de classificação na última rodada, contra o Argentinos Juniors, Fred ajudou o Flu a vencer marcando dois gols, numa partida que terminou com a vitória de 4–2 e garantiu a classificação para o Fluminense, que necessitava vencer exatamente pelos dois gols de diferença, além de torcer por combinações de resultados de outras equipes do grupo. No entanto, o clube carioca acabou eliminado ainda nas oitavas, após derrota por 4–3 no placar agregado contra o Libertad, do Paraguai. Aquela noite ficou conhecida como uma das piores para o futebol brasileiro na história do torneio continental, já que o Fluminense e mais três clubes do país (Cruzeiro, Grêmio e Internacional foram eliminados simultaneamente da competição.
No dia 13 de outubro do mesmo ano, marcou o gol de número 200 na carreira, de bicicleta, num jogo contra o Coritiba realizado no Estádio do Engenhão, válido pelo Campeonato Brasileiro. Neste mesmo jogo, Fred foi o autor de um hat-trick na vitória do Fluminense por 3–1.
Um mês depois, no dia 16 de novembro, em partida contra o Grêmio, na qual o Fluminense perdia em duas ocasiões do jogo, Fred fez quatro gols e o Fluminense venceu a partida por 5–4 em uma atuação de gala do atacante. Já no jogo seguinte, no dia 20 de novembro, Fred fez três dos quatro gols marcados na vitória do Fluminense por 4–0, no Estádio Orlando Scarpelli, o que garantiu a vaga antecipada ao Fluminense na Libertadores. Com os 22 gols marcados em 25 jogos do Campeonato Brasileiro (média de 0,88 gol por partida), Fred tornou-se o maior artilheiro do Fluminense em uma única edição do Campeonato Brasileiro.

#### 2012
Fez sua estreia no ano de 2012 contra o Volta Redonda, em uma vitória do Fluminense por 3–0 fora de casa. Marcou um gol decisivo contra o Internacional, no Engenhão, numa vitória de virada por 2–1 pela Libertadores, levando o time às quartas de final.
Em 19 de julho, entrou novamente para a história do Fluminense ao tornar-se também o maior artilheiro do clube em Campeonatos Brasileiros desde que a competição foi fundada, em 1959. Ao marcar dois gols na goleada por 4–0 sobre o Bahia, em jogo realizado no Engenhão, o atacante chegou aos 44 gols pelo Flu em quatro edições do Brasileirão disputadas pelo clube, superando a marca de Magno Alves. Já no dia 9 de setembro, contra o Internacional, no Estádio Beira-Rio, o centroavante balançou as redes após bela arrancada de Wellington Nem da defesa, que só tocou para Fred garantir a vitória por 1–0.
No dia 30 de setembro, Fred fez um golaço de voleio numa vitória por 1–0 contra o Flamengo, no Engenhão. Posteriormente este gol foi eleito o mais bonito de Fred pelo Fluminense.
Em 21 de outubro, Fred marcou seu 100º gol com a camisa do Fluminense e o 55º em Campeonatos Brasileiros, contra o Atlético Mineiro. Seu time acabou perdendo o jogo por 3–2.
No dia 4 de novembro, Fred completou 150 jogos pelo Fluminense e marcou um gol no empate contra o São Paulo, em 1–1, no Morumbi, em que Samuel roubou a bola de Rafael Tolói e tocou para Fred marcar o gol de empate do Fluminense. O centroavante marcou duas vezes no dia 11 de novembro, fazendo os dois gols que deram o título do Campeonato Brasileiro. Seu primeiro gol foi uma sobra de bola que Wellington Nem chutou e o goleiro Bruno defendeu, e Fred marcou o gol aos 45 minutos do primeiro tempo. O Fluminense chegou ao segundo gol quando Fred cruzou a bola na área e Maurício Ramos marcou contra, fazendo 2–0 para o Flu aos 8 do segundo tempo. No entanto, o Palmeiras chegou ao empate com Hernán Barcos e Patrick Vieira, marcando aos 15 e aos 19 minutos, respectivamente. Aos 42 do segundo tempo, Jean cruzou para Fred que, de primeira, fez 3–2 para o Fluminense e decretou o título. O centroavante marcou seu 104º pelo Fluminense no dia 25 de novembro, contra o Sport, na Ilha do Retiro, em que seu time empatou em um placar por 1–1.
Ao final do Campeonato Brasileiro, além de ter conquistado o título, Fred foi eleito o craque da competição pela CBF.

#### 2013

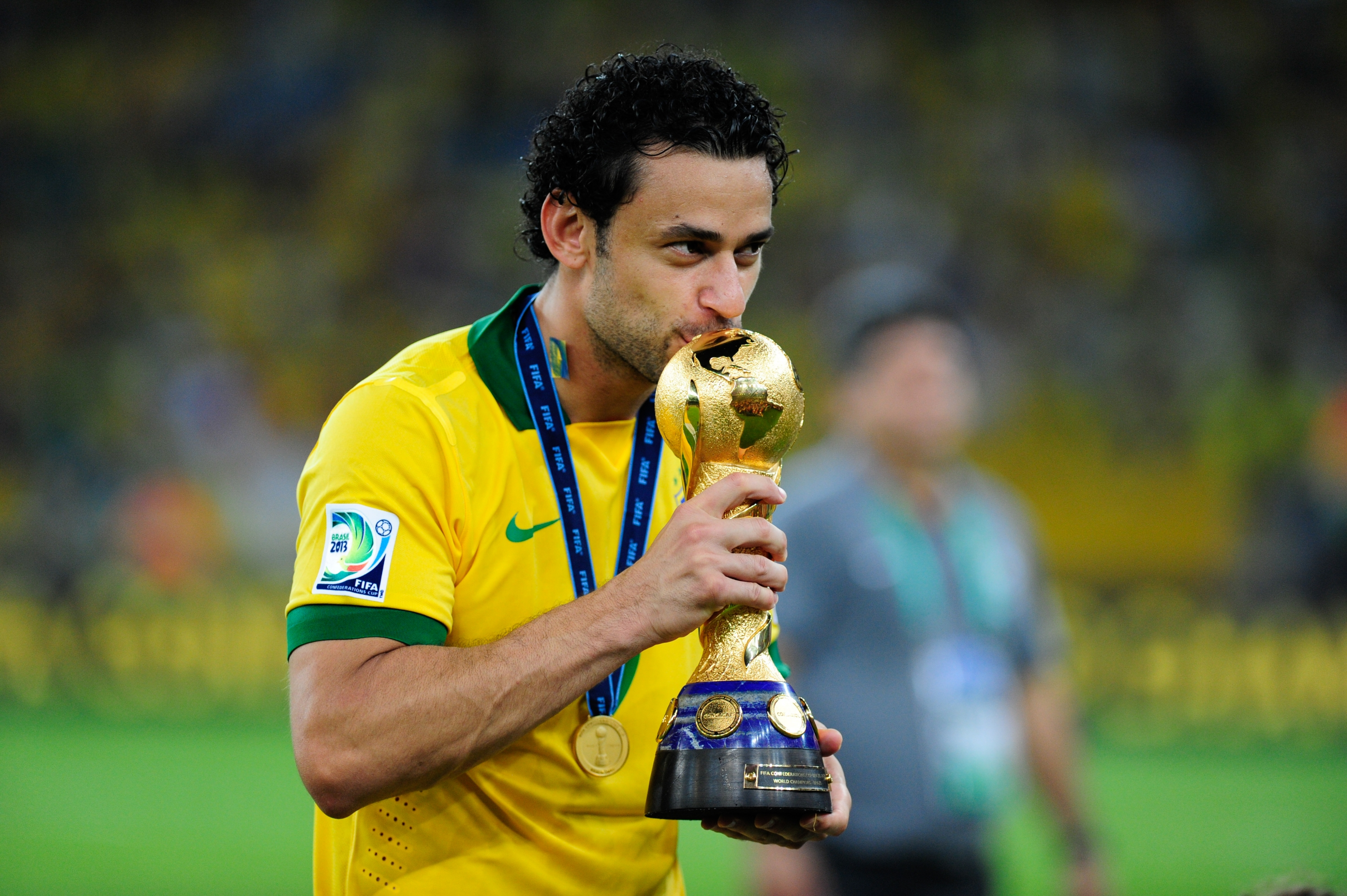
Fred com a taça de campeão da Copa das Confederações de 2013, pela Seleção Brasileira

Presente na reapresentação no dia 3 de janeiro, no dia 17 foi noticiado que a Juventus estaria interessada em Fred, depois de ter tentado a contratação dos centroavantes Fernando Llorente e Didier Drogba. No entanto, o clube de Turim acabou fechando com o espanhol Llorente. Fred realizou seu primeiro jogo em 2013 contra o Friburguense, no dia 30 de janeiro, no Engenhão. Marcou seu primeiro gol pelo Fluminense em 2013 contra o Quissamã, no dia 2 de fevereiro, convertendo um pênalti e fazendo 3–0 para o Flu. Em 2 de fevereiro, diante do mesmo Quissamã, Fred participou dos três gols da vitória do Tricolor sobre o adversário. Um, de pênalti, contudo, foi elogiado pelo treinador Abel Braga, já que o camisa 9 não desperdiçava uma cobrança do tipo desde 2011, tendo convertido as dez que bateu desde então. No dia 9 de fevereiro, marcou contra o Vasco aos 42 minutos do segundo tempo, garantindo o empate por 1–1 pelo Campeonato Carioca. Marcou seu primeiro gol na Libertadores de 2013 contra o Caracas, da Venezuela, fora de casa, com gol aos 31 minutos do primeiro tempo. Já no dia 6 de março, marcou o primeiro gol do Fluminense no empate com o Huachipato por 1–1 no Engenhão. Em 6 de abril, numa partida válida pelo Campeonato Carioca contra o Resende, Fred sentiu uma dor no joelho direito após um salto para uma disputa de bola. O jogador foi submetido a um exame no mesmo dia e teve de tomar o gelo anti-inflamatório. Depois do diagnóstico, Fred ficou fora do Fluminense por três semanas.
Em seu retorno no dia 9 de maio, marcou o primeiro gol da classificação nas oitavas de final da Libertadores. Na ocasião, o Flu venceu o Emelec por 2–0, e o outro gol foi marcado pelo lateral Carlinhos aos 40 minutos do segundo tempo. Já no dia 30 de maio, um dia após a eliminação do Fluminense na Libertadores diante do Olimpia, do Paraguai, Fred foi acusado de soberba pelos adversários. Segundo Salustiano Candia, atleta de La O, o brasileiro teria dito a seu colega, Hernán Pérez, "que era fácil jogar futebol, pois ganhava um milhão." Dessa maneira, ainda para Candia, os defensores paraguaios se revezaram para bater no camisa 9 tricolor. O auxiliar-técnico do clube de Assunção, inclusive, afirmou que seus zagueiros "esta semana não foram à manicure. Deixaram as unhas bem grandes para esperar por Fred".
Em 21 de julho, contra o Vasco da Gama, pela 8ª rodada do Campeonato Brasileiro, Fred foi expulso aos 24 minutos do primeiro tempo por agredir o zagueiro Jomar. O caso foi denunciado para o Superior Tribunal de Justiça Desportiva e o atacante poderia ficar várias partidas sem jogar.
No dia 2 de agosto, o STJD, após votação na tarde deste dia, decidiu que o jogador ficaria quatro partidas sem jogar. Desfalcou o Fluminense contra Grêmio (28 de julho), Ponte Preta (4 de agosto), Vitória (7 de agosto) e Flamengo (11 de agosto). Além disso, como participaria de um amistoso no dia 14 de agosto, pela Seleção Brasileira contra a Suíça, só voltaria a jogar pelo clube no dia 18 (também não atuando contra o Corinthians), contra o Náutico. Além disso, ele chegou a falar que pensou em deixar o Brasil.
Em 8 de dezembro, em função de sua contusão, que o impediria de atuar pelo Tricolor até o final do Brasileirão, Fred chorou na vitória carioca sobre o Bahia por 2–1, na Arena Fonte Nova. A razão de tal foi que, apesar do resultado positivo, o Fluminense, disputaria a Série B em 2014; no entanto, após erros de Flamengo e Portuguesa, que escalaram jogadores suspensos para a última rodada, ambos perderam quatro pontos e o seu clube se manteve na primeira divisão.

#### 2014

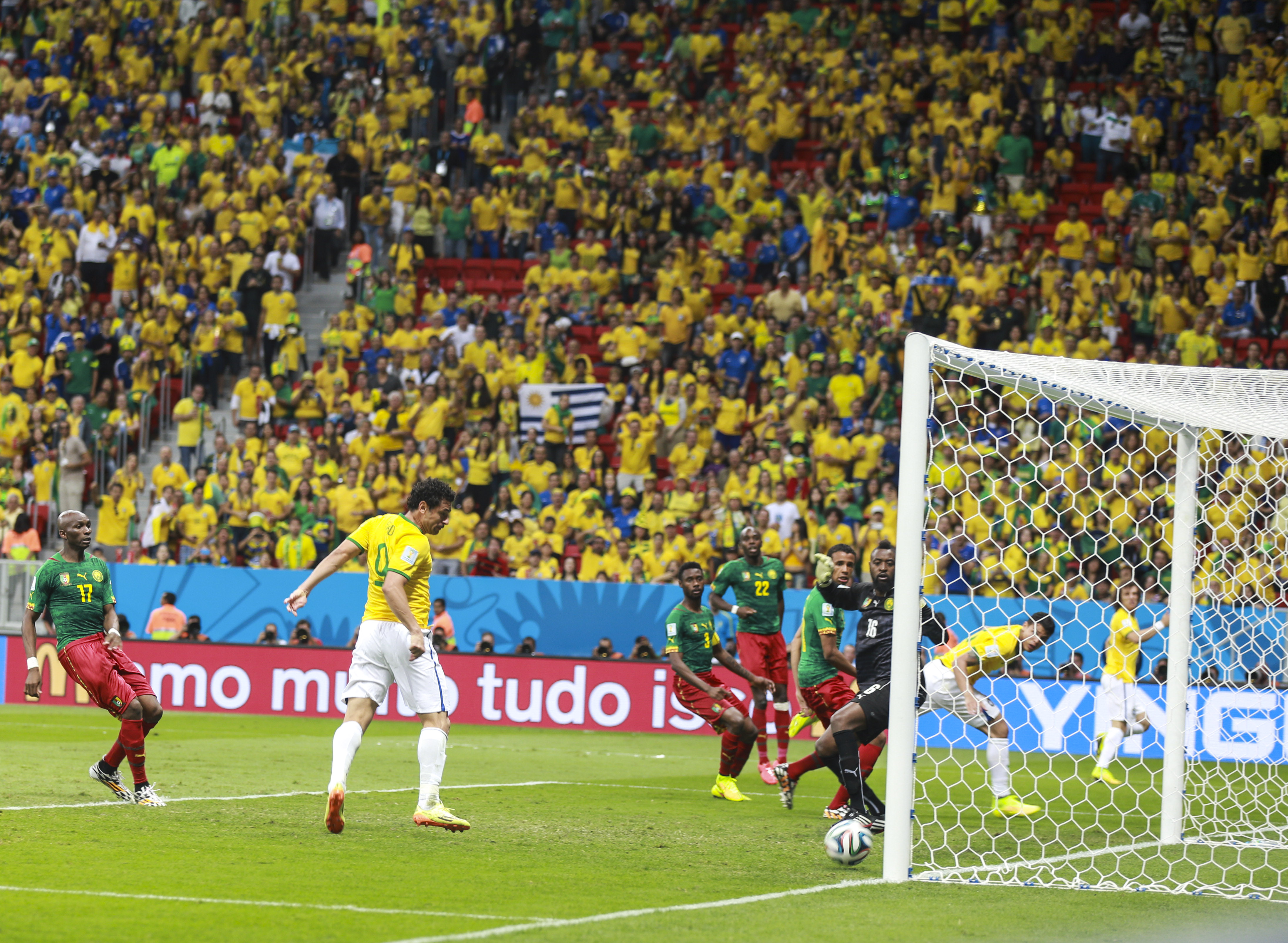
Fred marcando um gol contra a Seleção Camaronesa

Ao marcar um gol na goleada por 5–0 sobre o Horizonte (CE), no dia 10 de abril, Fred alcançou Viola como o segundo maior artilheiro da história da Copa do Brasil, com uma média de gols maior (0,94 contra 0,66), sendo esta a maior média de gols entre os dez maiores artilheiros desta competição, com 29 gols em 31 jogos, até então.
No dia 1 de novembro, na vitória do Fluminense sobre o Goiás por 2–0, Fred marcou o 1º gol da partida e o 100º gol no Brasileirão na era dos pontos corridos, atrás apenas de Paulo Baier, com 106 gols.
Em 6 de dezembro, uma pesquisa da Pluri Consultoria revelou que Fred era o quarto jogador de qualquer país preferido pelos brasileiros, atrás de Neymar, David Luiz e Lionel Messi, e a frente inclusive do também badalado Cristiano Ronaldo. No dia seguinte, o atacante marcou num empate contra o Cruzeiro e chegou ao seu 18º gol no Campeonato Brasileiro, sagrando-se artilheiro desta competição, vindo também a conquistar o Prêmio Chuteira de Ouro da Placar como o maior artilheiro do ano de 2014.

#### 2015
Apesar de ter viajado com o grupo, a fim de aprimorar a sua forma física, Fred iniciou o ano fora das partidas da pré-temporada na Florida Cup, na qual o Flu enfrentou o Bayer Leverkusen e o FC Köln (Colônia), da Alemanha.
No dia 21 de janeiro de 2015, Fred recebeu uma proposta de clube chinês, mas a rejeitou não seguindo os passos de Darío Conca, seu companheiro de profissão no Fluminense, que aceitou uma proposta milionária. Já no dia 30 de janeiro, renovou o seu contrato com o Fluminense até o fim de 2018. Até este dia, tinha 224 jogos e 139 gols pelo Tricolor, média de 0,62 por partida.
No dia 11 de abril, Fred marcou dois gols contra o Botafogo, confronto válido pelo 1º jogo da semifinal do Campeonato Carioca, com a partida terminando em 2–1 e Fred chegando a 300 gols na sua carreira ao marcar o primeiro gol, e a 150 gols pelo Fluminense ao marcar o segundo. O centroavante tornou-se também o maior artilheiro da história do Fluminense em jogos oficiais, com 150 gols, o que exclui amistosos e torneios amistosos.
Se tornou o maior artilheiro do Campeonato Brasileiro na Era dos pontos corridos no dia 31 de maio, após marcar dois gols na vitória por 3–2 sobre o Flamengo. Tornou-se também neste dia o maior artilheiro do clássico Fla-Flu na história do Campeonato Brasileiro, com seis gols.
No dia 2 de julho, o Fluminense recebeu o Santos no Maracanã, em partida válida pelo Campeonato Brasileiro. Fred, até então, tinha o Santos como o único grande que não havia sofrido gol dele atuando pelo Fluminense. Porém, o centroavante marcou o primeiro gol da vitória por 2–1 e, desde então, marcou gol contra todas as equipes consideradas "grandes" no futebol brasileiro.
Em 2015 Fred foi apontado pela Pluri Consultoria, como o jogador preferido pela torcida carioca, entre os dez jogadores preferidos pelos brasileiros pelo terceiro ano seguido.

#### 2016
Fred marcou seis gols nos três primeiros jogos do Campeonato Carioca de 2016, sendo três deles no empate do Fluminense com o Madureira por 3-3. Ainda em 2016, Fred envolveu-se em uma discussão com o técnico Levir Culpi, chegando a dizer que não jogaria mais no clube com o treinador. O motivo da briga seria a repreensão do treinador a Fred pela maneira ríspida de cobrar o jogador Gustavo Scarpa durante o jogo contra o Madureira. O entrevero durou alguns dias e acabou revolvido depois de uma reunião da diretoria com o jogador e o treinador.
Seguindo a temporada, Fred enfrentou o mais longo jejum de gols com a camisa do Fluminense, 10 jogos, sendo questionado por parte da torcida. Porém, Fred voltou a marcar e a viver boa fase.

### Atlético Mineiro
Após sete anos como ídolo no Fluminense, foi anunciado como novo reforço do Atlético Mineiro no dia 8 de junho de 2016. Estreou pelo Galo no dia 12 de junho, balançando as redes na derrota por 3–2 contra o arquirrival Cruzeiro.
Em 25 de setembro, Fred completou 600 jogos em sua carreira, marcando o primeiro tento da vitória atleticana, por 3–1, sobre o Internacional no Independência.
Em sua primeira temporada com a camisa alvinegra, o atacante do galo terminou o Campeonato Brasileiro como goleador máximo pela terceira vez na carreira. Com esta expressiva marca, Fred se tornou apenas o quarto jogador a terminar três edições do Brasileirão como artilheiro, se igualando a atacantes renomados como Dadá Maravilha, Túlio Maravilha e Romário, que já tinham alcançado este feito. Esta também foi a sétima vez que o Galo promoveu o goleador do Brasileirão.
No dia 19 de fevereiro de 2017, o camisa 9 marcou três dos quatro gols do Galo, na vitória por 4–1 sobre o América, e levou a bola para casa. Este foi o primeiro hat-trick de Fred pelo Atlético. Já no dia 13 de abril, o camisa 9 marcou quatro dos cinco gols do galo, na vitória por 5–2 sobre o Sport-Boys da Bolívia. Após 17 anos de intervalo, Fred repetiu o feito do ex atacante alvinegro Guilherme, que havia marcado quatro gols em uma mesma partida pela Libertadores, na edição de 2000. Na ocasião, o ídolo atleticano comandou a goleada por 6–0 sobre o Cobreloa-CHI, no Mineirão.
Fred foi o grande nome do Campeonato Mineiro de 2017. Campeão estadual, o centroavante alvinegro terminou a disputa como artilheiro da competição com 10 gols marcados. Além do prêmio de goleador do torneio e a vaga no ataque da seleção do campeonato, também foi eleito o Craque do Mineiro e levou o prêmio de Ídolo da Galera, em escolha feita por votação popular.
No dia 2 de julho, Fred foi decisivo para a vitória atleticana por 3–1 sobre o arquirrival Cruzeiro no Independência. Com os dois gols marcados diante da Raposa, alcançou uma marca individual importante: se tornou, de forma isolada, o quinto maior artilheiro da história do Campeonato Brasileiro, com 131 gols. Ainda na temporada 2017, o atacante seguiu galgando posições na lista de maiores goleadores da história do campeonato. No dia 9 de novembro, ao marcar o terceiro tento da vitoria do galo, por 3–2, sobre o Atlético Goianiense, Fred chegou a 136 gols marcados, superando Zico, e assumindo isoladamente a quarta colocação na artilharia do Campeonato Brasileiro.
Em 23 de dezembro de 2017, o Atlético anunciou a rescisão de contrato de forma amigável com Fred.
Atlético e Fred travam uma longa batalha na justiça, onde o clube cobrou do jogador uma multa de 23 milhões de reais pela rescisão. O atacante, por sua vez, cobra este valor do Cruzeiro.

### Retorno ao Cruzeiro
No mesmo dia com a rescisão com o Atlético Mineiro, em 23 de dezembro de 2017, Fred foi anunciado como reforço do Cruzeiro. Reestreou pela equipe no dia 17 de janeiro de 2018, sendo titular em uma vitória por 2–0 contra o Tupi, válida pelo Campeonato Mineiro. Após três jogos em branco, Fred balançou as redes no dia 27 de janeiro, numa vitória por 2–1 contra a Tombense.
Em seu retorno à Raposa, o atacante teve destaque no início de 2019, quando conquistou o Campeonato Mineiro e marcou 12 gols na competição, terminando como artilheiro.

### Retorno ao Fluminense
No dia 31 de maio de 2020, foi anunciado o seu retorno ao Fluminense, após quase quatro anos da sua saída. Em sua volta ao Tricolor das Laranjeiras, o atacante ajudou na campanha no Campeonato Brasileiro que levou o Flu a seu retorno na Copa Libertadores da América.

#### 2021
Em 11 de abril de 2021, Fred marcou seu 400º gol na carreira após marcar na vitória por 3–1 contra o Nova Iguaçu pela Taça Guanabara do Campeonato Carioca. Em 22 de abril, Fred chegou a marca de 19 gols e se tornou o quinto maior artilheiro na história da Libertadores ao marcar o gol de empate contra o River Plate no Maracanã. Já no dia 26 de abril, Fred fez os dois gols da vitória de 2–1 sobre o Santa Fe, válidos pela 2ª rodada da fase de grupos da Libertadores, sendo que com esses gols, se tornou o segundo maior artilheiro da história do Tricolor, com 185 gols, superando Orlando Pingo de Ouro, com 184, e atrás somente de Waldo, que tem 319.
Em 25 de maio, Fred teve uma excelente atuação ao conceder duas assistências para os gols de Caio Paulista e Nenê, respectivamente, fazerem os dois primeiros gols do Fluminense na vitória por 3–1 sobre o River Plate, em jogo válido pela última rodada da fase de grupos da Libertadores, ajudando o Tricolor a se classificar para as oitavas de final da competição.
No dia 3 de agosto, marcou o gol da vitória de pênalti em cima do Cerro Porteño, jogo de volta das oitavas de final da Libertadores, o que pôs o fim à seca de um mês sem gols, se tornando o terceiro maior artilheiro isolado da Copa e ajudando o Fluminense a se classificar para as quartas de final.
Em 20 de agosto, fez o gol do Fluminense no empate de 1–1 com o Barcelona de Guayaquil no jogo de volta das quartas de final da Libertadores, mas o tricolor acabou eliminado da competição. Apesar da eliminação, com ese gol Fred se tornou o 2º brasileiro com mais gols na Libertadores ao lado de Palhinha, com 25, atrás apenas de Luizão, que tem 29 gols.
No dia 23 de agosto, Fred chegou a uma marca de 154 gols no Campeonato Brasileiro ao fazer gol de pênalti contra o Atlético Mineiro no empate por 1–1, tornando-se o segundo maior artilheiro da história da competição e igualando a Romário, atrás apenas de Roberto Dinamite, que tem 190 tentos.
Bateu mais um recorde em 26 de agosto, ao fazer o gol do Fluminense na derrota de 2–1 para o Atlético Mineiro, no jogo de ida das quartas da Copa do Brasil. Fred se tornou o maior artilheiro da história da competição ao lado de Romário, com 36 gols. Em 26 de setembro, Fred fez um dos gols da vitória de 2–1, chegando a 155 gols no Campeonato Brasileiro, superando Romário que fez 154 e se tornou o segundo maior goleador da história da competição, ficando apenas atrás de Roberto Dinamite.

#### 2022

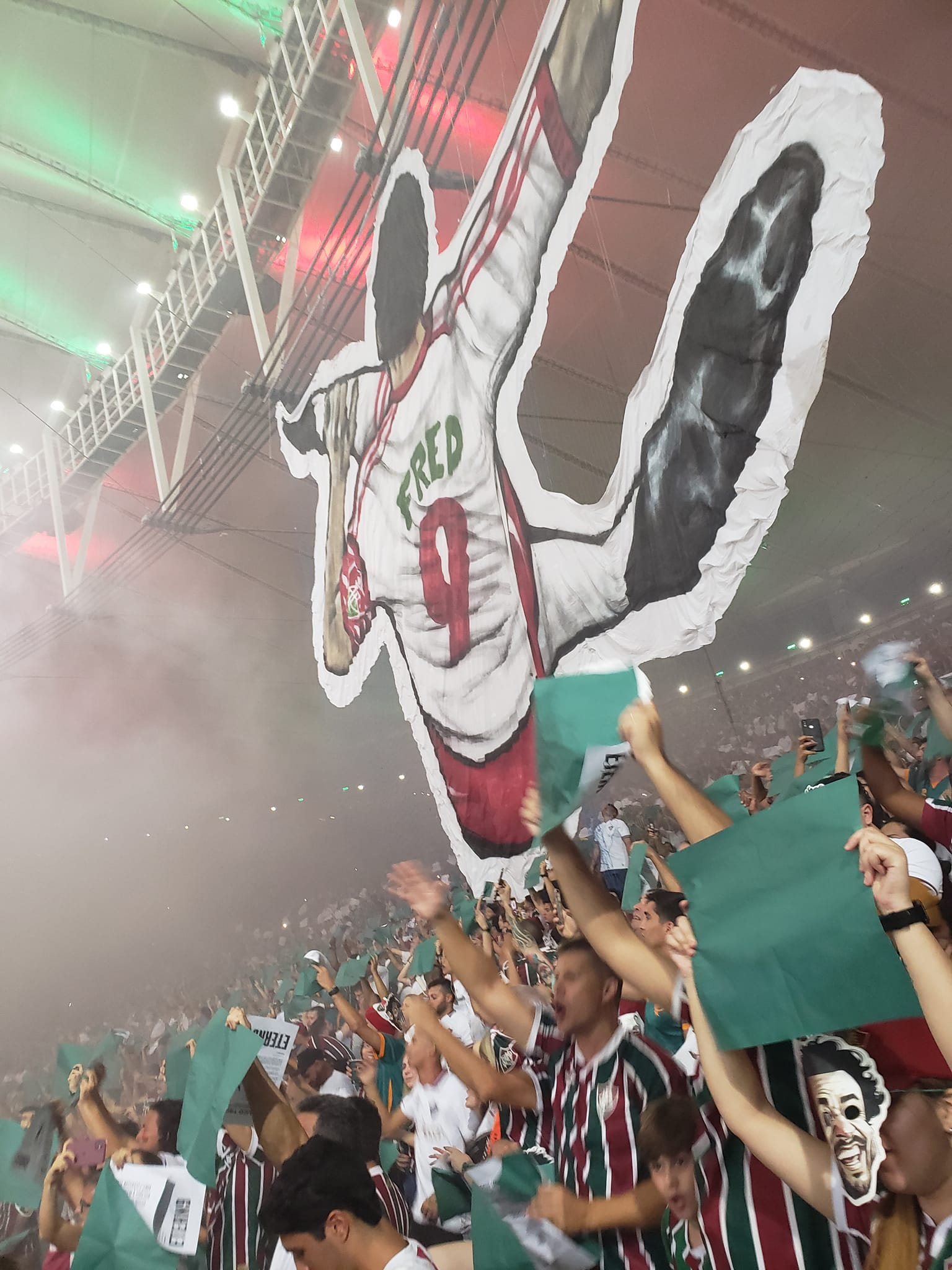
63 707 torcedores contra o Ceará em 2022 na despedida de Fred como jogador

O jogador começou o ano de 2022 sendo expulso na semifinal do Campeonato Carioca, no dia 27 de março, contra o Botafogo. Mesmo assim, sagrou-se campeão carioca sendo expulso no segundo jogo da final contra o Flamengo, após discutir com o atacante rubro-negro Bruno Henrique. No dia 8 de abril, o centroavante anunciou que iria se aposentar no dia 21 de julho, aniversário de 120 anos do Fluminense.
Fred teve boa atuação no dia 4 de abril, quando marcou o último gol da virada do Fluminense contra o Vila Nova, em partida válida pela Copa do Brasil. Esse gol transformou Fred no maior artilheiro da história da Copa do Brasil com 37 gols, ultrapassando o craque Romário.
No dia 2 de julho, em partida válida pela 15ª rodada do Campeonato Brasileiro, o centroavante entrou aos 38 minutos do segundo tempo e fez o quarto gol na goleada por 4–0 sobre o Corinthians, seu gol de número 199 com a camisa do Fluminense, e também o último de sua carreira.
Já no dia 9 de julho, diante de cerca de 64 mil pessoas presentes ao Maracanã e no último ato de Fred como jogador profissional, o Fluminense venceu o Ceará por 2–1, em partida válida pela 16ª rodada do Campeonato Brasileiro. Antes, durante e depois da partida, uma linda festa foi feita pela torcida em homenagem ao grande ídolo tricolor.

## Seleção Nacional
Fred tem 39 partidas pela Seleção Brasileira. Entre as mais marcantes, estão os amistosos contra a Guatemala, sua estreia pela Seleção no dia 27 de abril de 2005, em que o Brasil venceu por 3–0, e contra os Emirados Árabes, no dia 12 de novembro de 2005, que a seleção goleou por 8–0. Neste jogo contra os Emirados Árabes, Fred marcou dois gols depois de entrar na etapa final da partida, seus primeiros gols com a Amarelinha.

### Copa do Mundo de 2006
Mesmo com pouco tempo na Seleção, em 15 de maio de 2006, o jogador foi um dos 23 jogadores convocados pelo técnico Carlos Alberto Parreira para a Copa do Mundo. Na competição realizada na Alemanha, Fred foi reserva da dupla Adriano e Ronaldo. O atacante marcou seu primeiro gol em Copas do Mundo na vitória da Brasil por 2–0 sobre a Austrália, no dia 18 de junho, quando entrou aos 41 minutos do segundo tempo e, aos 43, marcou o segundo gol brasileiro.

### Pós-Copa
Um ano depois da Copa, foi um dos 22 jogadores convocados pelo técnico Dunga para a disputa da Copa América de 2007, realizada na Venezuela. No entanto, um dia após a estreia do Brasil na competição, Fred sofreu uma fratura no pé direito durante um jogo-treino dos reservas. Por conta da lesão, não chegou nem a atuar no torneio. Após a Copa América, viveu uma má fase no Lyon e não foi mais convocado por Dunga.

### Retorno à Seleção Brasileira

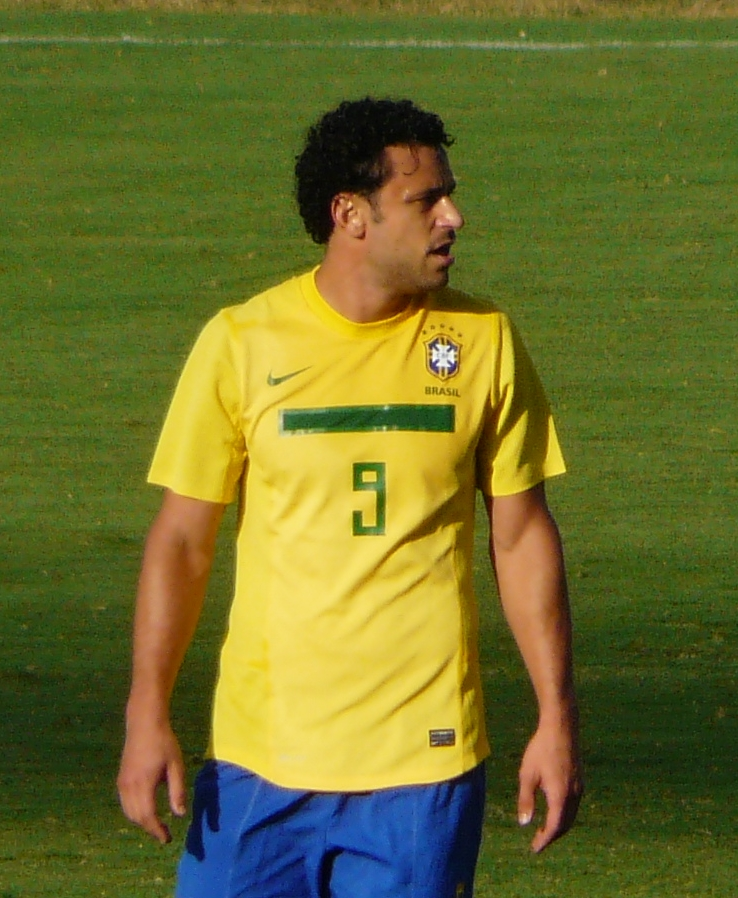
Fred em um amistoso contra a Holanda em 2011

No dia 19 de maio de 2011, devido a suas boas atuações pelo Fluminense, retornou à Seleção Brasileira após quase quatro anos, agora sob o comando de Mano Menezes, para dois amistosos visando montar o grupo para a Copa América, que aconteceria no mês seguinte. No segundo jogo da seleção no torneio, contra o Paraguai, Fred entrou no segundo tempo da partida, substituindo Neymar. O Brasil perdia por 2–1 até os 44 minutos do segundo tempo, quando ele marcou o gol de empate, salvando o Brasil de um vexame. O Brasil terminou eliminado nas quartas de final, exatamente contra o Paraguai, após desperdiçar todas as cobranças na disputa por pênaltis, inclusive a de Fred.
Em novembro de 2012, o então presidente da CBF, José Maria Marin, exigiu a convocação de Fred e Diego Cavalieri para o Superclássico das Américas. Mano acatou e conquistou o título, mas foi demitido após a competição. Um mês depois, Fred festejou a confirmação no comando do técnico Luiz Felipe Scolari, que substituiu o ex-corintiano na função. Segundo o atacante, era possível voltar a ser convocado mais vezes, pois ao contrário do treinador demissionário, que optava por times mais leves, sem centroavantes, Felipão aposta em homens de referência, fator que teoricamente beneficiaria o artilheiro do Campeonato Brasileiro com 20 gols.
Foi convocado mais uma vez em 22 de janeiro de 2013, para o amistoso contra a Inglaterra, em Wembley, em 6 de fevereiro. Na partida realizada no Maracanã, Fred chegou a marcar um gol e empatou para a Seleção Brasileira, mas não conseguiu evitar a derrota por 2–1. Já no dia 21 de março, confirmou a boa fase pela Seleção ao marcar o primeiro gol do time no amistoso diante da Itália, partida esta disputada na Suíça e que terminaria empatada por 2–2. O centroavante voltou a balançar as redes no dia 25 de março, fazendo o gol do empate contra a Rússia ao 45 minutos do segundo tempo, no último amistoso antes da Copa das Confederações. No dia 14 de maio, Fred teve presença confirmada e foi um dos 23 convocados para a disputa da Copa das Confederações realizada no Brasil.
No dia 2 de junho, num amistoso contra a Inglaterra que marcou a reinauguração oficial do Maracanã após reformas, Fred foi titular e abriu o placar no empate em 2–2.

### Copa das Confederações FIFA 2013

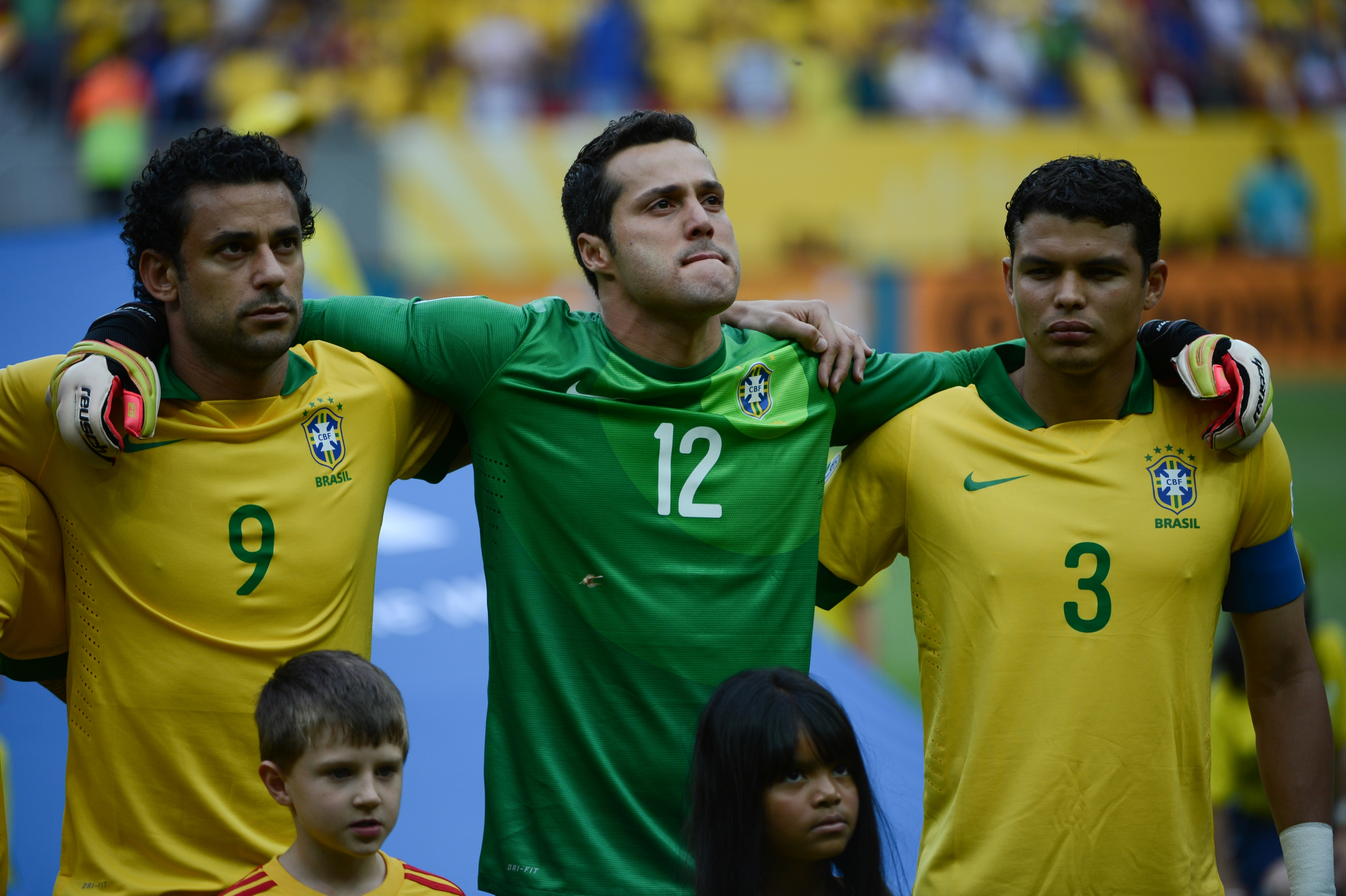
Fred, Júlio César e Thiago Silva minutos antes da partida contra o Japão, válida pela Copa das Confederações

A Copa das Confederações FIFA de 2013 pode ter sido um marco na carreira do jogador, apesar de ter passado os dois primeiros jogos (contra o Japão e o México) em branco e vendo seu substituto direto entrar e marcar gols importantes, o jogador não se abateu e a partir do jogo contra a Itália, ainda na fase de grupos, voltou a balançar as redes.
Fred tornou-se, juntamente com Fernando Torres (atacante da Espanha), o artilheiro da competição, tendo marcado cinco gols (dois contra a Itália, um contra o Uruguai e novamente mais dois contra a Espanha na final).
Além de ter sido um dos protagonistas na conquista do tetracampeonato da Seleção Brasileira, Fred ainda ganhou a chuteira de prata pela artilharia (por critérios de desempate, Fernando Torres levou a chuteira de ouro por ter feito cinco gols e menos minutos jogados em comparação a Fred). Após a competição, houve boatos de que o Manchester City e o Real Madrid teriam interesse em Fred; no entanto, o diretor executivo Rodrigo Caetano negou qualquer proposta.
Em julho, o centroavante fechou um novo contrato com a Adidas, marca pela qual já havia sido patrocinado em 2006 e 2009.

### Copa do Mundo de 2014

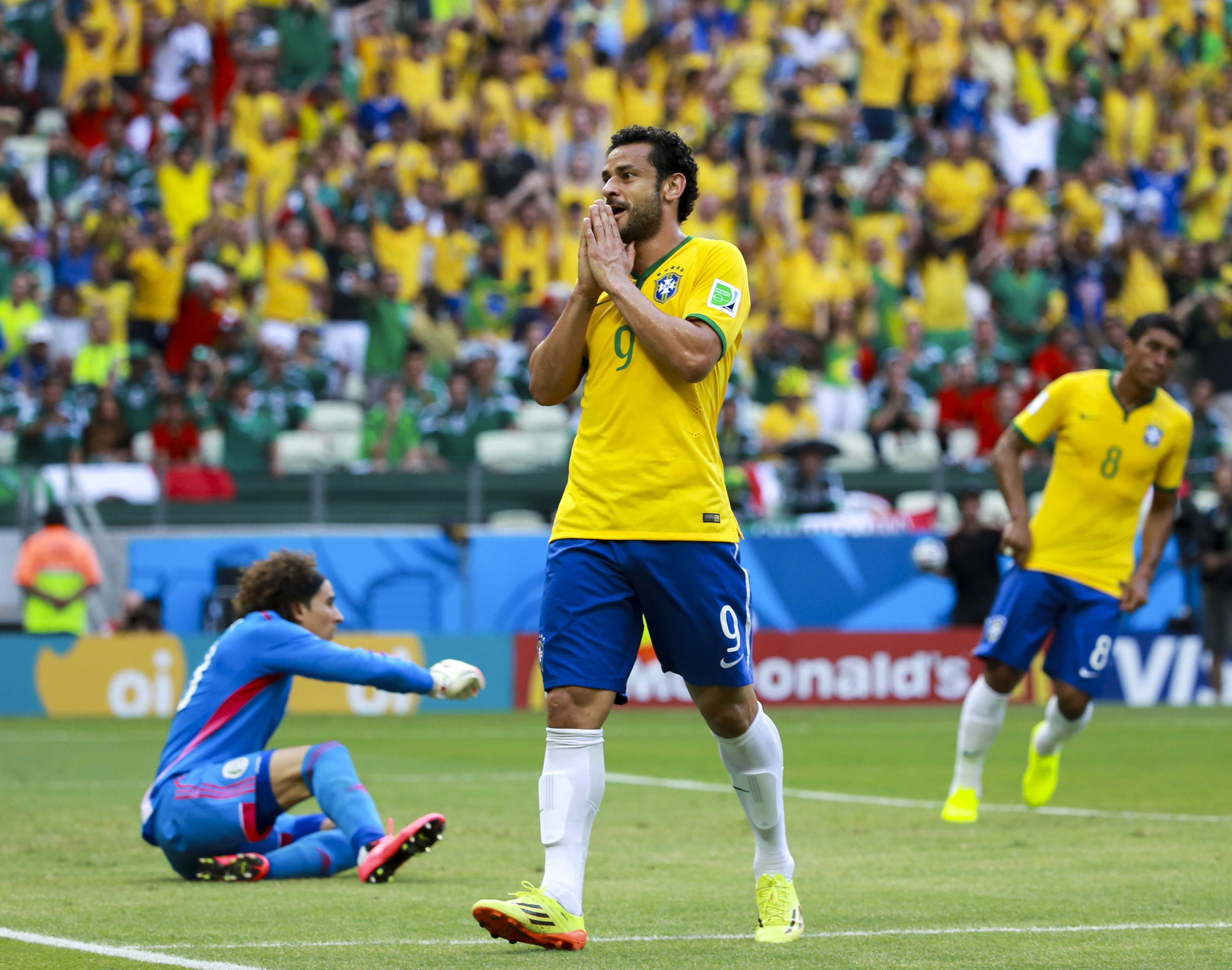
Fred contra o México em 2014

Em maio, Fred foi convocado para a Copa do Mundo de 2014. No primeiro jogo, na vitória por 3–1 contra a Croácia, Fred não foi muito acionado; seu único lance de destaque foi um pênalti sofrido que foi convertido por Neymar. O centroavante só voltou a marcar pela Seleção Brasileira no último jogo da fase de grupos, contra Camarões, na goleada brasileira por 4–1. Nesse jogo, quando Fred marcou, as imagens da televisão mostraram como se o atacante estivesse impedido, mas foi um erro da FIFA, que posteriormente admitiu o engano.

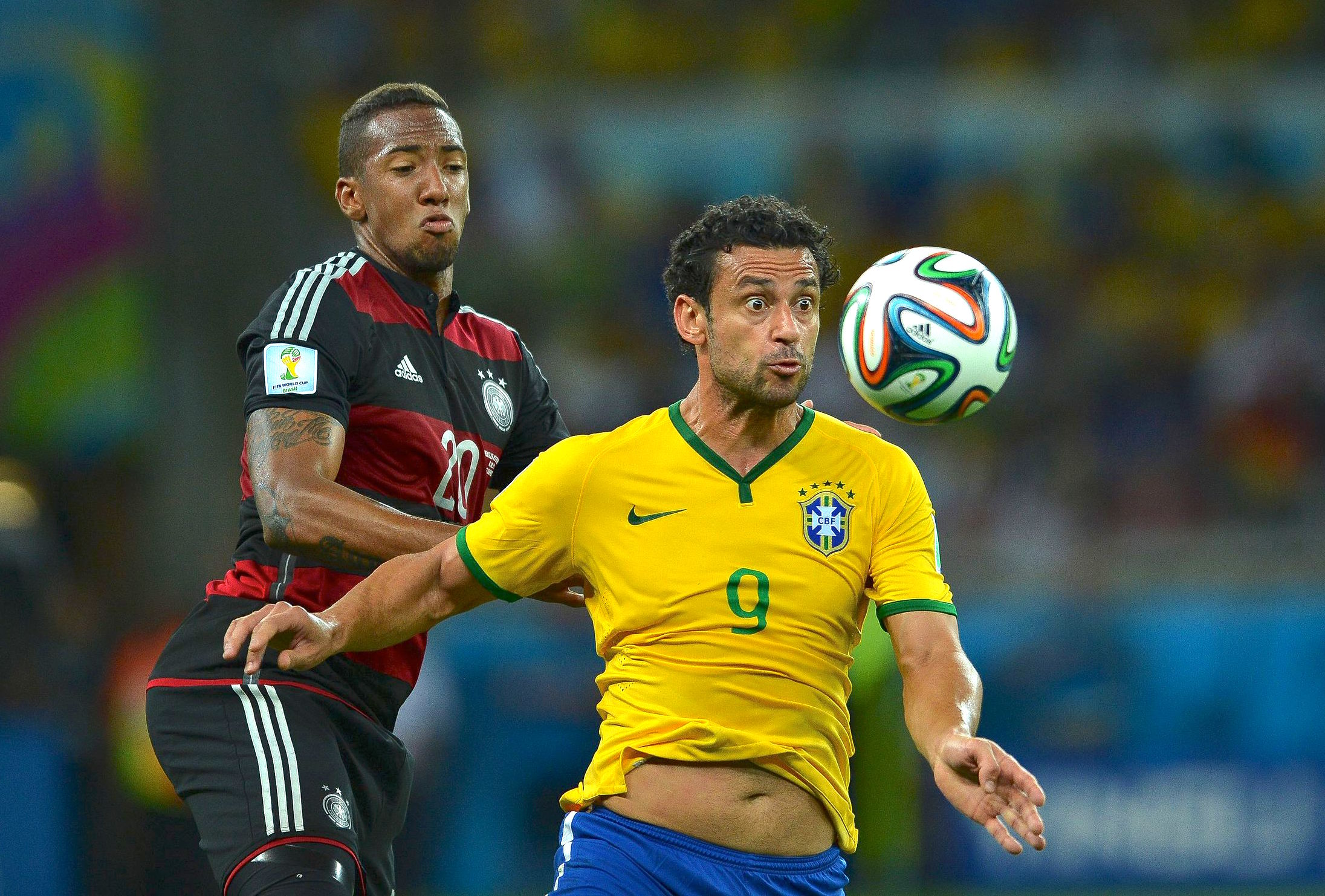
Fred e Jérôme Boateng durante o 7–1 na Copa do Mundo

Fred não teve bom desempenho na Copa do Mundo, aparecendo muito pouco durante os jogos e sendo um dos jogadores mais criticados pela torcida. Na decisão do terceiro lugar, contra a Holanda, o centroavante foi reserva de Jô. A sua atuação teria sido comprometida por conta de erros táticos do então técnico da Seleção Brasileira, Luiz Felipe Scolari, pois o centroavante ficava isolado no ataque, sem a aproximação de outros jogadores.
Após a conquista do 4º lugar na Copa do Mundo, ao ser questionado sobre o seu futuro na Seleção Brasileira, Fred afirmou que "já deu", indicando que não pretendia jogar mais com a camisa amarelinha. Meses depois, ao relembrar a Copa, Fred declarou: "Parece que quem disputou a Copa foi só eu e o Felipão", se referindo às muitas críticas que ele e o técnico Luiz Felipe Scolari receberam por causa do Mundial.

## Estatísticas
Atualizadas até 21 de abril de 2022

### Clubes
| Clube             | Temporada         | Campeonato nacional | Campeonato nacional | Copa nacional | Copa nacional | Competições continentais¹ | Competições continentais¹ | Outras competições³ | Outras competições³ | Total | Total |
| Clube             | Temporada         | Jogos               | Gols                | Jogos         | Gols          | Jogos                     | Gols                      | Jogos               | Gols                | Jogos | Gols  |
| ----------------- | ----------------- | ------------------- | ------------------- | ------------- | ------------- | ------------------------- | ------------------------- | ------------------- | ------------------- | ----- | ----- |
| América Mineiro   | 2003              | 19                  | 7                   | —             | —             | —                         | —                         | 12                  | 10                  | 32²   | 18    |
| América Mineiro   | 2004              | 7                   | 2                   | 3             | 2             | —                         | —                         | 15                  | 12                  | 25    | 16    |
| América Mineiro   | Total             | 26                  | 9                   | 3             | 2             | —                         | —                         | 27                  | 22                  | 57    | 34    |
| Cruzeiro          | 2004              | 24                  | 14                  | —             | —             | —                         | —                         | 1                   | 1                   | 25    | 16    |
| Cruzeiro          | 2005              | 19                  | 10                  | 9             | 14            | 1                         | 0                         | 17                  | 14                  | 46    | 40    |
| Cruzeiro          | Total             | 43                  | 24                  | 9             | 14            | 1                         | 0                         | 18                  | 15                  | 71    | 56    |
| Lyon              | 2005–06           | 31                  | 14                  | 5             | 0             | 9                         | 2                         | —                   | —                   | 45    | 17    |
| Lyon              | 2006–07           | 20                  | 11                  | 5             | 2             | 5                         | 2                         | —                   | —                   | 30    | 14    |
| Lyon              | 2007–08           | 21                  | 7                   | 6             | 1             | 3                         | 0                         | —                   | —                   | 30    | 8     |
| Lyon              | 2008–09           | 15                  | 2                   | 1             | 0             | 4                         | 2                         | —                   | —                   | 20    | 4     |
| Lyon              | Total             | 87                  | 34                  | 17            | 3             | 21                        | 6                         | —                   | —                   | 125   | 43    |
| Fluminense        | 2009              | 20                  | 12                  | 6             | 2             | 6                         | 5                         | 4                   | 3                   | 36    | 22    |
| Fluminense        | 2010              | 14                  | 5                   | 5             | 6             | —                         | —                         | 9                   | 7                   | 29²   | 18    |
| Fluminense        | 2011              | 25                  | 22                  | —             | —             | 5                         | 2                         | 13                  | 10                  | 43    | 34    |
| Fluminense        | 2012              | 28                  | 20                  | —             | —             | 7                         | 3                         | 10                  | 7                   | 45    | 30    |
| Fluminense        | 2013              | 9                   | 3                   | 2             | 0             | 7                         | 3                         | 7                   | 2                   | 25    | 8     |
| Fluminense        | 2014              | 28                  | 18                  | 5             | 4             | 2                         | 0                         | 11                  | 5                   | 46    | 27    |
| Fluminense        | 2015              | 23                  | 9                   | 5             | 2             | 0                         | 0                         | 14                  | 11                  | 42    | 22    |
| Fluminense        | 2016              | 6                   | 2                   | 3             | 3             | 0                         | 0                         | 13                  | 6                   | 22    | 11    |
| Fluminense        | Total             | 153                 | 91                  | 26            | 17            | 27                        | 13                        | 80                  | 51                  | 288   | 172   |
| Atlético Mineiro  | 2016              | 28                  | 12                  | —             | —             | —                         | —                         | —                   | —                   | 28    | 12    |
| Atlético Mineiro  | 2017              | 29                  | 12                  | 3             | 1             | 7                         | 6                         | 16                  | 11                  | 55    | 30    |
| Atlético Mineiro  | Total             | 57                  | 24                  | 3             | 1             | 7                         | 6                         | 16                  | 11                  | 83    | 42    |
| Cruzeiro          | 2018              | 6                   | 3                   | —             | —             | 1                         | 0                         | 8                   | 1                   | 15    | 4     |
| Cruzeiro          | 2019              | 30                  | 5                   | 6             | 0             | 6                         | 4                         | 12                  | 12                  | 54    | 21    |
| Cruzeiro          | Total             | 36                  | 8                   | 6             | 0             | 7                         | 4                         | 20                  | 13                  | 69    | 25    |
| Fluminense        | 2020              | 24                  | 5                   | 1             | 0             | —                         | —                         | 3                   | 0                   | 28    | 5     |
| Fluminense        | 2021              | 24                  | 5                   | 6             | 2             | 9                         | 7                         | 7                   | 6                   | 46    | 20    |
| Fluminense        | 2022              | 6                   | 1                   | 2             | 1             | 5                         | 0                         | 7                   | 0                   | 20    | 2     |
| Fluminense        | Total             | 54                  | 11                  | 9             | 3             | 14                        | 7                         | 17                  | 6                   | 94    | 27    |
| Total na carreira | Total na carreira | 455                 | 200                 | 66            | 38            | 76                        | 36                        | 173                 | 130                 | 787   | 399   |
|                   |                   |                     |                     |               |               |                           |                           |                     |                     |       |       |

- a.^ Jogos da Copa do Brasil, Copa da França e Copa da Liga Francesa
- b.^ Jogos da Copa Libertadores da América, Copa Sul-Americana e Liga dos Campeões da UEFA
- ² Inclui um amistoso
- c .^ Jogos do Campeonato Mineiro, Campeonato Carioca e Primeira Liga

### Seleção
| Ano   |       |      |
| Ano   | Jogos | Gols |
| ----- | ----- | ---- |
| 2005  | 2     | 2    |
| 2006  | 6     | 2    |
| 2007  | 2     | 0    |
| 2011  | 9     | 2    |
| 2012  | 1     | 1    |
| 2013  | 11    | 9    |
| 2014  | 8     | 2    |
| Total | 39    | 18   |

|     | Data                   | Local                             | Resultado   | Adversário             | Gols | Competição                 |
| --- | ---------------------- | --------------------------------- | ----------- | ---------------------- | ---- | -------------------------- |
| 1.  | 12 de novembro de 2005 | Abu Dhabi, Emirados Árabes Unidos | 0–8         | Emirados Árabes Unidos | 2    | Partida amistosa           |
| 2.  | 12 de novembro de 2005 | Abu Dhabi, Emirados Árabes Unidos | 0–8         | Emirados Árabes Unidos | 2    | Partida amistosa           |
| 3.  | 18 de junho de 2006    | Munique, Alemanha                 | 2–0         | Austrália              | 1    | Copa do Mundo              |
| 4.  | 10 de outubro de 2006  | Solna, Suécia                     | 2–1         | Equador                | 1    | Partida amistosa           |
| 5.  | 7 de junho de 2011     | São Paulo, Brasil                 | 1–0         | Romênia                | 1    | Partida amistosa           |
| 6.  | 9 de julho de 2011     | Córdoba, Argentina                | 2–2         | Paraguai               | 1    | Copa América               |
| 7.  | 21 de novembro de 2012 | Buenos Aires, Argentina           | (3) 2–1 (4) | Argentina              | 1    | Superclássico das Américas |
| 8.  | 6 de fevereiro de 2013 | Londres, Inglaterra               | 2–1         | Inglaterra             | 1    | Partida amistosa           |
| 9.  | 21 de março de 2013    | Genebra, Suíça                    | 2–2         | Itália                 | 1    | Partida amistosa           |
| 10. | 25 de março de 2013    | Londres, Inglaterra               | 1–1         | Rússia                 | 1    | Partida amistosa           |
| 11. | 2 de junho de 2013     | Rio de Janeiro, Brasil            | 2–2         | Inglaterra             | 1    | Partida amistosa           |
| 12. | 22 de junho de 2013    | Salvador, Brasil                  | 2–4         | Itália                 | 2    | Copa das Confederações     |
| 13  | 22 de junho de 2013    | Salvador, Brasil                  | 2–4         | Itália                 | 2    | Copa das Confederações     |
| 14. | 26 de junho de 2013    | Belo Horizonte, Brasil            | 2–1         | Uruguai                | 1    | Copa das Confederações     |
| 15. | 30 de junho de 2013    | Rio de Janeiro, Brasil            | 3–0         | Espanha                | 2    | Copa das Confederações     |
| 16  | 30 de junho de 2013    | Rio de Janeiro, Brasil            | 3–0         | Espanha                | 2    | Copa das Confederações     |
| 17. | 6 de junho de 2014     | São Paulo, Brasil                 | 1–0         | Sérvia                 | 1    | Partida amistosa           |
| 18. | 23 de junho de 2014    | Brasília, Brasil                  | 4–1         | Camarões               | 1    | Copa do Mundo              |

## Títulos

### Oficiais
Lyon
- Ligue 1: 2005–06, 2006–07 e 2007–08
- Copa da França: 2007–08

Fluminense
- Campeonato Brasileiro: 2010 e 2012
- Campeonato Carioca: 2012 e 2022
- Primeira Liga: 2016

Atlético Mineiro
- Campeonato Mineiro: 2017

Cruzeiro
- Campeonato Mineiro: 2018 e 2019
- Copa do Brasil: 2018

Seleção Brasileira
- Copa América: 2007
- Superclássico das Américas: 2011 e 2012
- Copa das Confederações FIFA: 2013

### Outras conquistas
- Taça Guanabara: 2012 e 2022

### Prêmios individuais
- Chuteira de Ouro da Revista Placar: 2005 e 2014[203]
- Bola de Prata da Revista Placar: 2011[204] e 2012[205]
- Seleção do Campeonato Brasileiro: 2011[206] e 2012[207]
- Melhor Jogador do Campeonato Brasileiro: 2012[208]
- Troféu Mesa Redonda: 2012[209]
- Chuteira de Prata da Copa das Confederações FIFA: 2013[210]
- Seleção da Copa das Confederações: 2013
- Seleção do Campeonato Carioca: 2013[211]
- Seleção do Campeonato Mineiro: 2017[212] e 2019[213]
- Troféu Telê Santana: 2019[214]
- Maior ídolo da história do Fluminense em votação no portal ge: 2023[215]

### Artilharias
Cruzeiro
- Campeonato Mineiro: 2005 (14 gols)
- Copa do Brasil: 2005 (14 gols)
- Campeonato Mineiro: 2019 (12 gols)

Fluminense
- Campeonato Carioca: 2011 (10 gols)
- Campeonato Brasileiro: 2012 (20 gols)
- Campeonato Carioca: 2015 (11 gols)
- Campeonato Brasileiro: 2014 (18 gols)

Atlético Mineiro
- Campeonato Brasileiro: 2016 (14 gols)[nota 1]
- Campeonato Mineiro: 2017 (10 gols)

Seleção Brasileira
- Copa das Confederações FIFA: 2013 (5 gols)[nota 2]

### Recordes e marcas
- Maior artilheiro do Campeonato Brasileiro de pontos corridos: (158 gols)[216]
- Segundo Maior artilheiro da história do Campeonato Brasileiro: (158 gols)[217]
- Maior artilheiro da história da Copa do Brasil: 37 gols[218]
- Segundo Maior Artilheiro da história do Fluminense: (199 gols)[219]
- Maior artilheiro do Fluminense no Campeonato Brasileiro: (102 gols)[220]
- Maior artilheiro do Fluminense na Copa do Brasil: (20 gols)[221]
- Segundo Maior artilheiro do Fluminense na Copa Libertadores: (15 gols)[222][223]
- Maior artilheiro do Fluminense na Copa Sul-Americana: (5 gols)
- Segundo Maior artilheiro da história do Estádio Nilton Santos: (40 gols)[224]
- Maior artilheiro em uma única edição de Copa do Brasil: (14 gols em 2005)[225]
- Terceiro Maior artilheiro do Fluminense no Maracanã: (65 gols)[226]
- Maior artilheiro do Cruzeiro no século XXI (81 gols)[227]
- Maior artilheiro do Fluminense no século XXI (199 gols)[227]